# Кожласола (Звениговский район)
Кожласола́ (от мар. кожла — «лес», «ельник» и сола — «деревня», «селение») — село в Звениговском районе Республики Марий Эл России. Входит в состав городского поселения Красногорский.
Численность населения — 1635 (2010) человек.

## География
Село находится в 3 км к северу от административного центра городского поселения пгт Красногорский и в 36 км к северо-востоку от районного центра города Звенигово.
Расположено на 62 километре автодороги А295 Йошкар-Ола — Зеленодольск — автодорога М7 «Волга». Вдоль восточной границы села проходит железная дорога Зелёный Дол — Яранск.
На юге примыкает к границе пгт Красногорского. На границе с ним имеется Кожласолинское озеро.

## История
Территория, на которой ныне расположено село Кожласола, была заселена человеком уже в давние времена. Об этом, в частности, можно судить по материалам археологических раскопок (Ошутъяльская вторая и первая стоянки, Лушмаринский могильник, Янашбелякское местонахождение мольбища Агавайрем арка, Ташнурское, Ошутьяльское третье поселение).
В 1844 году деревня Кожласола входила в Большешигаковское сельское общество Петъяльской волости Царевококшайской округи. В ней насчитывалось 50 дворов, число ревизских душ — 137 мужских и 144 женских.
Церковь святителя Николая Чудотворца была построена в 1861 году и открылась в день престольного праздника зимнего Николы.
В 1864 году в селе Кожласола Большешигаковской волости Царевококшайского уезда проживали 337 человек. Крестьяне Алексеев и Атлашкин содержали в деревне питейные дома.
В 1867 году здесь насчитывалась 161 ревизская душа.
Согласно документу «О начальных народных училищах, находящихся в Царевококшайске и его уездах» за 1870 год, в октябре 1870 года при церкви было открыто трёхклассное училище. Располагалось оно в ветхой избе с сенями.
В 1878 году насчитывалось 19 каменных домов, 101 житель.
В 1924 году в сельской амбулатории работали врач, медицинская сестра и санитарка. Примерно в то же время появился ветеринарный пункт с 2 сотрудниками.
В 1926 году в 46 хозяйствах проживали 375 жителей (320 марийцев, 55 русских).
В 1925—1927 годах в селе находился леспромхоз «ХР-12», открытый для подготовки трассы будущей железной дороги. Действовали 5 прорабских участков. В июле 1928 года было открыто регулярное движение поездов.
Колхоз «Патыр» в Кожласоле образовали в феврале 1930 года.
За годы советской власти в селе Кожласола построены больница на 25 коек и зобная станция на 200 коек. Ветеринарный пункт перевели в новый корпус, при котором построили стационар для больных животных, рядом открыли агрономический пункт.
В 1947—1951 годах в селе размещался корпус Лесного техникума железнодорожного транспорта, который впоследствии перевели в пгт Васильево Татарской АССР, а позже — в Казань.
В 1949 году Кожласолинская изба-читальня, организованная в 1938 году, находилась в собственном здании, имелся радиоузел. Фонд библиотеки насчитывал 1070 книг, выписывали 3 центральных и 6 местных газет, 10 журналов. В избе-читальне 4900 человек прослушали 75 лекций и докладов, 3 драмкружка поставили 21 спектакль, также работал агрозоотехнический кружок. Работа велась на марийском языке.
В 1959 году колхоз «Патыр» объединился с колхозами «Ташнур» и «Красный орел» (деревня Озерки).
В 1957 году Кожласолинскую школу соединили с частью Красногорской. Так была образована Красногорская школа № 2.
К 1999 году в селе насчитывалось 503 двора, всего жителей — 1419 человек.
Одна улица заасфальтирована. Около села находится овраг Ия корем и Большешигаковское кладбище, на котором имеется братская могила участников Великой Отечественной войны. В селе установлен памятник-обелиск воинам, погибшим в годы войны.

## Население
| 2002 | 2010  |
| ---- | ----- |
| 1677 | ↘1635 |

## Образовательно-воспитательные учреждения
- Кожласолинский детский сад «Теремок».

## Здравоохранение
Кожласолинский психоневрологический интернат
Открыт 4 января 1978 года на основании распоряжения Совета Министров Марийской АССР. По специализации учреждение относится к категории специализированных интернатных учреждений и предназначен для постоянного проживания и стационарного обслуживания престарелых и инвалидов старше 18 лет, страдающих психическими и хроническими заболеваниями и нуждающихся в постоянном уходе, бытовом и медико-социальном обслуживании.

## Религия
Церковь святителя Николая Чудотворца (Свято-Никольская)
Деревянный однопрестольный храм во имя святителя Николая Мирликийского, чудотворца, был построен в 1861 году на средства государственного крестьянина В. Н. Атлашкина. При церкви работала церковно-приходская школа. В 1939 году храм был закрыт. В годы Великой Отечественной войны в нём располагались школа, зерносклад, затем клуб.
Первая служба в храме состоялась в 1989 году. В 1998 году была открыта воскресная школа и образован детский хор. Построена новая воскресная школа, завершено строительство двухэтажного здания, в котором расположились трапезная, библиотека, ризница, комнаты для отдыха и спортивный зал. С 2012 года при храме действует секция бокса.

## Знаменитые уроженцы
- Василий Элмар (Василий Сергеевич Козырев; 1910—1943) — писатель, член Союза писателей СССР. Погиб в 1943 году на фронте.
- Вадим Николаевич Карташов (1930—2008) — журналист, публицист, поэт, общественный деятель, главный редактор газеты «Марийская правда». Заслуженный работник культуры РСФСР, лауреат Государственной премии Марийской АССР.
- Вера Евгеньевна Смирнова (1916—1997) — марийская советская певица. Солистка, хористка, помощник хормейстера Марийской филармонии имени Я. Эшпая (с 1936). Первая профессиональная исполнительница марийских народных песен, одна из основательниц школы марийского профессионального вокального искусства. Первый народный артист Марийской АССР (1951).

## Известные жители
- Винцковский Константин Максимович (1896—1963) —  советский деятель здравоохранения, врач-дерматолог, врач-венеролог. Основоположник дерматовенерологической службы в Марийской АССР, главный врач Республиканского кожно-венерологического диспансера Марийской АССР (1929―1941, 1948―1963). Министр здравоохранения Марийской АССР (1946―1948). Заслуженный врач РСФСР (1958). Кавалер ордена Ленина (1953). Участник Гражданской войны в России и Великой Отечественной войны. Член ВКП(б) с 1940 года.
- Крейцберг Мария Фрицевна (1887—1965) — советский врач-физиотерапевт, невропатолог. В годы Великой Отечественной войны ― заведующая физиокабинетом, врач-невропатолог эвакогоспиталя № 3071 в с. Кожласола Звениговского района Марийской АССР (1941―1945). Врач Республиканского госпиталя инвалидов войны Марийской АССР в п. Красногорский Звениговского района МАССР (1946―1965). Заслуженный врач РСФСР (1958).
- Рудаков Прокопий Васильевич (1895—1969) — советский хозяйственный и партийный деятель. Член РКП(б) с 1919 года. Участник Гражданской войны в России и Великой Отечественной войны. В годы Великой Отечественной войны — заместитель начальника по политической части эвакогоспиталя № 3071 в с. Кожласола Звениговского района Марийской АССР, майор. Кавалер ордена Ленина (1967).